# The Zutons
A The Zutons 2001-től 2009-ig tevékenykedett angol rockegyüttes volt. Leghíresebb számaik a "Valerie" és a "Why Won't You Give Me Your Love?". A Valerie-t Amy Winehouse és Mark Ronson is feldolgozták, és még a Zutons-féle verziónál is sikeresebbnek számított. Hollandiában különösen népszerű volt a szám.
Tagjai: Dave McCabe, Russell Pritchard, Sean Payne, Abi Harding, Paul Molloy és Boyan Chordhury.
2001-ben alakultak meg Liverpoolban. Indie és blues rockot játszottak. A legelső nagylemezük, a "Who Killed... The Zutons?" bekerült az 1001 lemez, amit hallanod kell, mielőtt meghalsz című könyvbe.
2009-ben feloszlottak. 2016-ban újból összeálltak egy koncert erejéig.
Lemezkiadóik: Deltasonic/Sony Records. 

## Diszkográfia
Stúdióalbumok
- Who Killed... The Zutons? (2004)
- Tired of Hanging Around (2006)
- You Can Do Anything (2008)